# Amata hypomela
Amata hypomela là một loài bướm đêm thuộc phân họ Arctiinae, họ Erebidae.